# Río Era
El río Era es un río de Italia que discurre íntegramente por la región de Toscana. Es afluente por la margen izquierda del río Arno.
El río se forma en las Colline Metallifere a las afueras de Volterra, como resultado de la confluencia de dos torrentes llamados "Era Viva" (que nace cerca de la aldea de Pignano) y "Era Morta" (que nace cerca de la aldea de Montemiccioli). Más abajo pasa junto a las localidades de Peccioli, Capannoli y Ponsacco, desembocando en el río Arno en Pontedera.
El río presenta algunos peligros por la orografía del terreno en el que se ubica y la presencia de varias localidades en sus orillas. El 4 de noviembre de 1966, este río provocó una importante inundación en la ciudad de Pontedera. La ciudad de Ponsacco también fue parcialmente afectada por una inundación en 2014.